# 297
| [ Edytuj tabelę ] |                                          |
| Król Aksum        | - 270 Endubis 300                        |
| Król Armenii      | - 287 Tiridates III 330                  |
| Cesarz Chin       | - 290 Jin Huidi 307                      |
| Władca Korei      | - 292 Pongsang 300                       |
| Papież            | - 296 Marcelin 304                       |
| Król Persji       | - 293 Narses 302                         |
| Cesarz Rzymu      | - 284 Dioklecjan 305 - 286 Maksymian 305 |

Rok 297 / CCXCVII
stulecia: II wiek ~
III wiek ~
IV wiek

lata: 287 «
292 «
293 «
294 «
295 «
296 «
297
» 298
» 299
» 300
» 301
» 302
» 307

## Wydarzenia
- Rzymianie pod dowództwem Galeriusza wyparli Persów z Armenii.

## Zmarli
- grudzień – Domicjusz Domicjan, rzymski uzurpator w Egipcie.